# Hinode (telescoop)

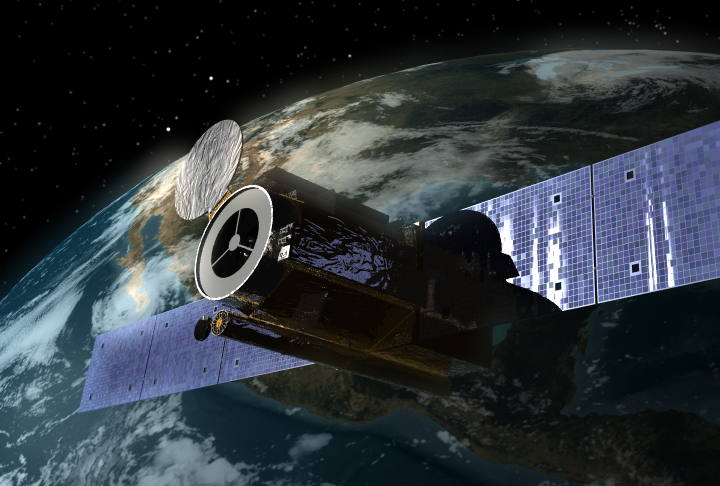
Artists impression van de Hinode

Hinode (ひので, Zonsopkomst in het Japans) is een ruimtetelescoop voor onderzoek van de zon van het Japanse ruimtevaartinstituut JAXA in samenwerking met de  zusterorganisaties in de VS en VK. De missie was tot de lancering bekend onder de naam Solar-B. De telescoop is gelanceerd op 22 september 2006 om 21:36 GMT met een wetenschappelijke satellieten ontworpen M-5 raket van de lanceerbasis Uchinoura.
Na de lancering is de Hinode in een zonsynchrone baan gebracht waardoor de zon bijna continu geobserveerd kan worden. Op 28 oktober 2006 werden de eerste observaties gedaan.
Hinode is de opvolger van YOHKOH (Solar-A) die vooral onderzoek heeft gedaan naar de röntgenstraling van de zon.
Het doel van Hinode is de bestudering van processen in de corona en de samenhang met kleine veranderingen in het magnetisch veld van de zon.

## Instrumenten
De Hinode heeft drie hoofdinstrumenten voor onderzoek van de zon:
- SOT (Solar Optical Telescope): een 0,5-meter telescoop voor zichtbaar licht
- XRT (X-ray Telescope): een röntgentelescoop voor observatie van de corona. De corona is zeg maar de hogere atmosfeer van de zon. Hier worden ontzettend grote vlammen en massa's materie de ruimte in geslingerd. Men vermoedt dat deze verschijnselen veroorzaakt worden door het magnetisch veld van de zon. Deze materie beheerst de ruimte tussen de zon en de aarde. Samen met de SOT tracht men uit te vinden wat het verband is tussen deze verschijnselen en veranderingen in het magnetisch veld.  De telescoop werd ontwikkeld door het Smithsonian Astrophysical Observatory in Cambridge, Massachusetts en het Japanse Aerospace Exploration Agency. Het Smithsonian Astrophysical Observatorium maakt de lenzen, de filters en de draagconstructie. Het Japanse Aerospace Exploration Agency maakt de charge-coupled device camera (CCD).  Dr. Ed DeLuca heeft de leiding over het onderzoek.
- EIS (Extreme-Ultraviolet Imaging Spectrograph): meet stroomsnelheden, snelheden van uitgestoten deeltjes, temperatuur en dichtheid van het zonneplasma. Al deze metingen zijn gericht op het inzicht krijgen in de processen in het zonoppervlak. De spectrometer is ontwikkeld door Mullard Space Science Laboratory van het University College in Londen. De belangrijkste onderdelen zijn ontwikkeld door professor Leonard Culhane die hoofdonderzoeker is van de Particle Physics and Astronomy Research Council. Deze laatste financiert het project ook. Professor Culhane heeft de steun van Dr. George Doschek van het Naval Research Laboratory wat betreft de ontwikkeling van het optisch systeem en de wetenschappelijke analyse.